# Спиртовая промышленность

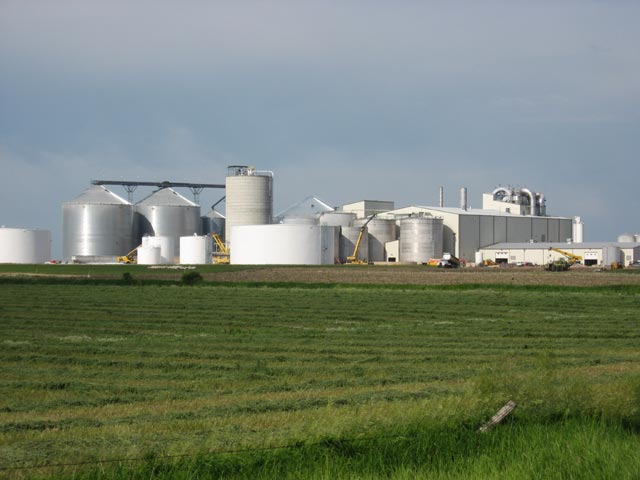
Спиртовой завод в округе Тернер, Юж. Дакота, США

Спиртовая промышленность — отрасль пищевой промышленности, специализирующаяся на производстве этилового спирта из пищевого сырья.
Этиловый спирт из пищевого сырья используется для производства алкогольных напитков, в медицинских целях, в качестве автомобильного топлива, для нужд радиоэлектроники. Этиловый спирт из непищевых растительных материалов (например, отходов деревообработки) изготавливается на гидролизных производствах с использованием различных химических методов.

## История
Спиртовое производство имеет многовековую историю. Впервые винный спирт был получен в Италии в XI веке в результате перегонки виноградного вина. В России производство винного спирта началось примерно в XII веке.
В XVI веке при Иване Грозном водка стала в России предметом казённого обложения. В дальнейшем алкогольное производство приобрело большое значение как важный источник государственного дохода.
К началу XX века российская спиртовая промышленность была представлена в основном мелкими заводами, выпускавшими водку в качестве основного продукта. В последующие годы произошло разделение спиртового и ликероводочного производств. Спиртовые заводы остались в сельскохозяйственных районах, поблизости от источников сырья. Ликёроводочные заводы сосредоточились в городах — местах наибольшего сбыта алкогольных напитков.
Начиная с 1925-1926 гг. в СССР началось развитие спиртовой промышленности — строились новые и расширялись старые заводы. В годы Великой Отечественной войны объём производства спирта снизился, так как часть спиртовых заводов оказалась на оккупированной территории. В послевоенные годы в спиртовой отрасли повсеместно начали внедряться технологии непрерывных производств: измельчения и обработки сырья, спиртового брожения, перегонки и ректификации спирта.
К началу 1980-х годов СССР вышел на первое место в мире по производству спирта, с годовым объёмом выработки около 200 млн. дал. Однако в 1985 году, с началом антиалкогольной кампании, объём производства резко снизился, поскольку значительная часть спиртовых заводов была закрыта или перепрофилирована на выпуск другой продукции. С отменой ограничений в 1988 году производство начало постепенно восстанавливаться.

## Современное состояние отрасли
По данным Росстата объём производства этилового спирта из пищевого сырья в России в январе-ноябре 2005 года составил 62 млн. 638,5 тыс. дал.
В 2005 году в России для участников алкогольного рынка в обязательном порядке началось внедрение ЕГАИС. Система предназначается для учёта показателей производства и оборота этилового спирта и других спиртосодержащих продуктов. Однако в ходе внедрения возник ряд организационных и технических проблем, приведших к значительным финансовым потерям у участников рынка и государства.
С началом использования спирта в качестве автомобильного топлива, в мире начал расти объём выпуска биоэтанола. Мировыми лидерами по производству биоэтанола являются США и Бразилия. Принятый в 2005 году в США «Энергетический билль» планирует к 2012 году увеличение производства спирта из зерновых культур до 300 млн галлонов в год.

## Особенности производства
Современная спиртовая промышленность отличается высокой степенью автоматизации технологических процессов. Получение спирта из бражки производится посредством перегонки или ректификации. Российские предприятия спиртовой промышленности отличаются широким внедрением непрерывных процессов на всех технологических этапах. Зарубежные предприятия используют в основном периодически действующие аппараты, за исключением стадии перегонки спирта.

### Используемое сырьё
Сырьём для спиртового производства служат материалы обладающие высоким содержанием крахмала или сахара и имеющие длительный срок хранения. Выбор того или иного типа сырья зависит от географического положения региона и сложившейся структуры хозяйства. В отечественной спиртовой промышленности в качестве сырья традиционно используются различные виды зерновых (пшеница, рожь, ячмень, овёс, кукуруза, просо), картофель, меласса. Также может использоваться сахарная свекла, виноград, различные фрукты, отходы виноделия и сахарного производства.

### Переработка отходов
Отходами производства спирта являются барда, углекислый газ и сивушные масла. Методы их переработки предусматривают:
- сушку послеспиртовой барды или изготовление на её основе кормовых дрожжей — используются как кормовые добавки в животноводстве;
- очистку и сжижение углекислого газа или изготовление сухого льда;
- перегонку сивушных масел с целью получения высших спиртов (амилового, бутилового, пропилового) — применяются в медицинской, лакокрасочной, парфюмерной промышленности[1].